# 王丹
王 丹（おう たん、ワン・タン、1969年2月26日 - ）は、中華人民共和国の政治活動家、人権活動家、歴史学者。1989年の天安門事件の学生指導者の筆頭であり、現在でも中国民主化運動の象徴的存在。国立清華大学（台湾）客員助理教授。ハーバード大学博士。

## 人物
北京大学教授の長男として北京市で生まれ、両親の母校である北京大学に進学。天安門事件を主導したときは、北京大学の一年生であった。天安門事件では、ノーベル賞の劉暁波の弟子であったウーアルカイシや柴玲とともに学生最高指導者として連日国内外のマスコミを通じて王丹の名が中国全土のみならず世界に知れ渡った。当局が弾圧をはじめると指名手配名簿第一位となり、当局に逮捕され有罪判決を受ける。1995年にも逮捕され有罪判決を受ける。また母親で歴史学者の王凌雲も天安門事件後に不当拘束を受け、足に後遺症が残る。王丹は錦州監獄で政治犯として収容されていたが、国際的な圧力で1998年に仮釈放されると同時に、アメリカに亡命する。2008年にハーバード大学で東アジア史の博士号を取得し、オックスフォード大学に上級研究員として籍を置く。現在は台湾で中国民主化運動を続けており、台湾の国立清華大学など複数の大学で教鞭を執っている。現在でも、世界で最も有名な中国民主運動家の一人に数えられ、劉暁波の08憲章に賛同したほか、2012年に盲目の法律家・陳光誠が米国に亡命した直後に対面した。
2011年4月、収賄などの容疑で起訴された元中華民国総統・陳水扁から機密費40万ドルを受け取っていたと、台湾メディアから報じられた。陳の機密費横領事件の裁判での証言が漏れた形だが、王は「事実と違う」と真っ向から否定した。しかし、真実を隠しきれないと解るや一転、台湾の新聞に寄稿し「このカネは中華民国政府のカネだ」と、機密費受け取りを認めた。
2011年6月、天安門事件から22年になるのを前に、読売新聞のインタビューに応じ、「民主化、人権を巡る状況は、天安門事件当時より悪い。事件以前、政府批判や民主化、人権の議論が出来た。今や人々は当局の弾圧を恐れて何も出来ず、何も言えない」と語っている。
2012年7月に国際人権団体アムネスティ・インターナショナル日本支部と映画会社シグロの招聘で初来日。慶應義塾大学、東京工業大学、日本外国特派員協会、自由報道協会で講演したほか、NHKや主要全国紙、通信社の取材を受けた。また自身が出演する翰光監督の映画「亡命」上映会に登壇し、日本人、在日中国人の双方から反響を呼んだ。中国民主化・人権問題に関してはインターネットの重要性を強調し、辛亥革命期に日本人の協力を得ていた孫文を引き合いに出して、日本国内での中国内情への関心を訴えている。王丹自身は日本の文化や文学に関心を持っており、ハーバード時代には日本語も勉強していた。
2013年3月、台湾でひまわり学生運動が起こると、ウーアルカイシとともに学生が占拠する立法院議場を訪問し、学生達に声援を送る。尚、台湾では中国本土で反政府デモを指導した王丹について、政治に関心の深い若者層の間では一定の人気がある。
2016年アメリカ合衆国大統領選挙に出馬した共和党のドナルド・トランプ大統領候補が天安門事件の弾圧を肯定するかのような過去の発言 をCNNのテレビ討論会で行ったのを受けて、天安門事件を「暴動」と表現した際には、トランプは「まるで中国共産党の指導者」であるとして魏京生 やウーアルカイシら他の天安門事件関係者とともに抗議を行っている。
2016年6月に天安門事件記念日にあわせて再来日し、東京で開催された天安門事件追悼集会にゲストとして登壇して、「トランプがアメリカ大統領になることは想像もしたくない」とアメリカ大統領選にも触れつつ、中国の民主化に向けての「理想、勇気、希望」を訴えた。日本での中国人権・民主化関係の集会としては大規模なものとなり、大手メディアにも報道された。また明治大学でも講演を行った。

## セクハラ騒動
2023年6月、男性への性的暴行で台北市議会議員秘書の李元鈞により告発された。李によると、19歳だった9年前、米国での天安門事件記念館開会式に出席する王丹に同行した際、ニューヨークのホテルで王丹からキスをされ押し倒されたという。王丹はSNSでセクハラの事実はないと表明したが、台湾の精華大学は長年続いてきた王丹の授業の取り消しを発表した。王丹擁護派は「両者は相手が同性愛者と認識しており、米国同行を誘われた時点で意図を理解していたはずであるからセクハラは成立しない」「中国共産党や親中勢力の陰謀」などとし、王丹自身も背後に政治的陰謀があること匂わせる反論をした。ドイチェ・ヴェレ台北電によると、この一件以外にも6人の男性が王丹からのセクハラを訴えているという。